# Mincio
Il Mincio (Menzo in veneto, Menç in lombardo, Mincius in latino, Μίγχιος in greco antico) è un fiume dell'Italia settentrionale, unico emissario del lago di Garda e ultimo affluente di sinistra del Po. Con l'immissario Sarca e lo stesso lago costituisce un unico sistema fluviale lungo 203 km (Sarca-Mincio).
Il fiume scorre sul confine tra Veneto e Lombardia e presso le sue rive sono avvenute alcune battaglie delle guerre d'indipendenza italiane e altri eventi del Risorgimento. Il Regno Lombardo-Veneto (1815-1866) consisteva di due regioni divise dal Mincio: il territorio a destra del fiume era noto con il nome di "Governo milanese", quello a sinistra di "Governo veneto".

## Percorso

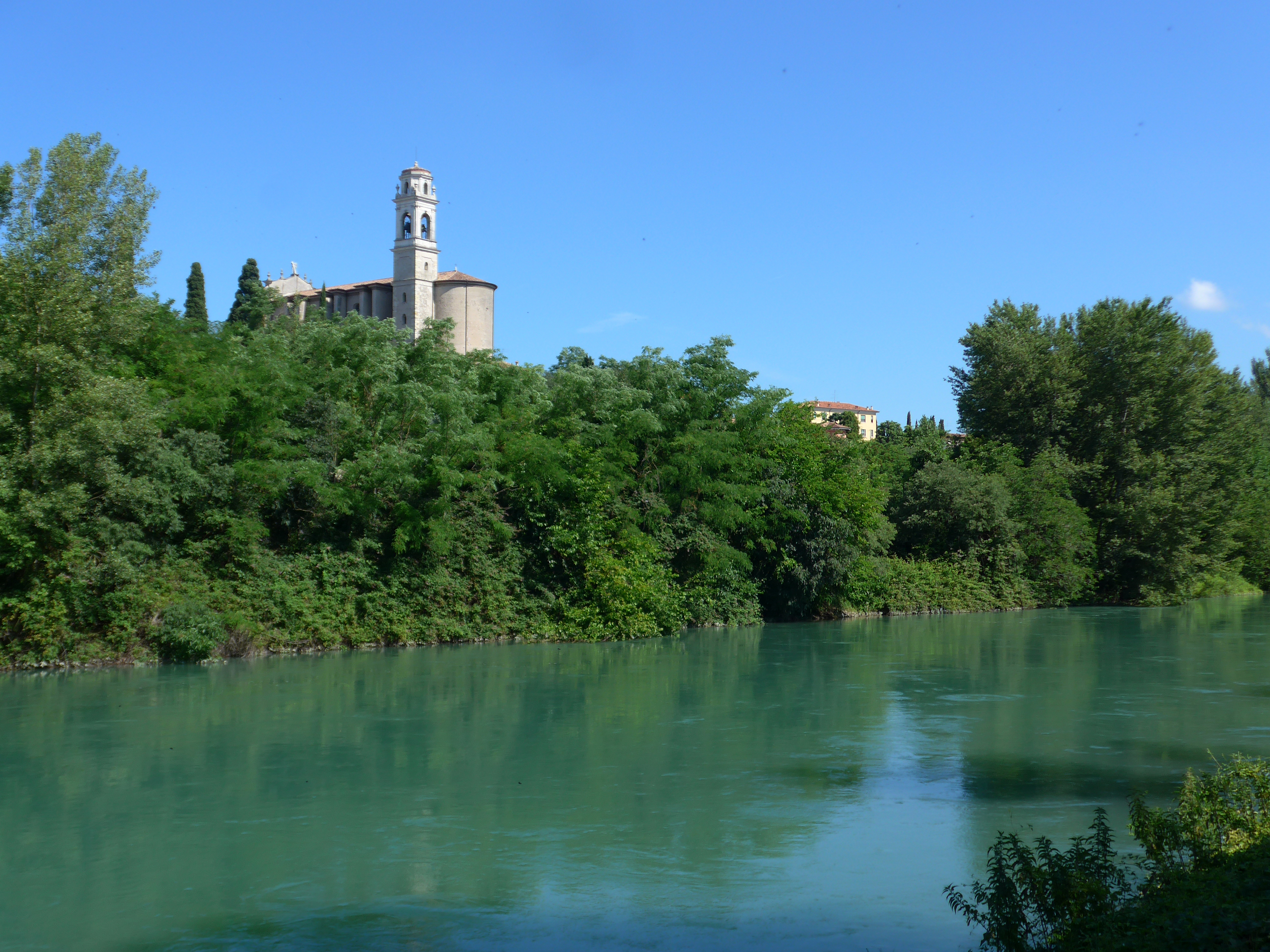
Il Mincio a Monzambano (MN)

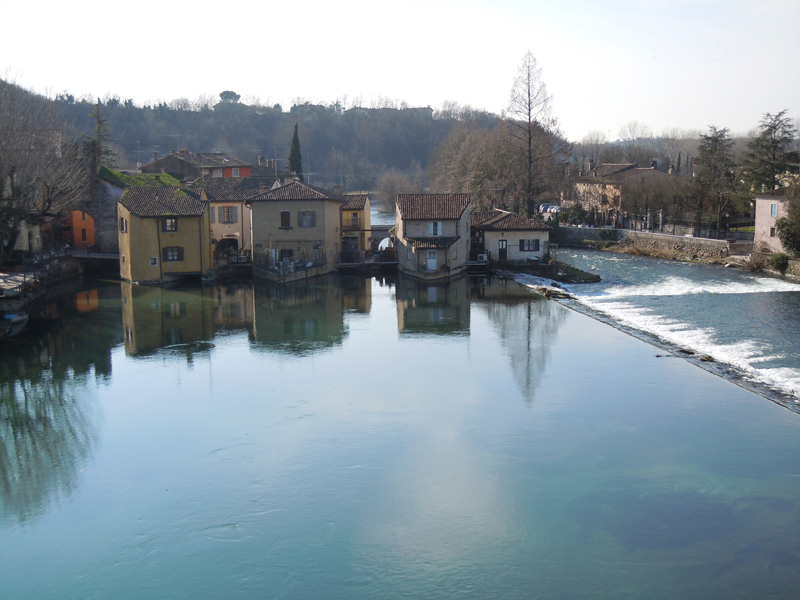
Il Mincio a Valeggio sul Mincio (VR)

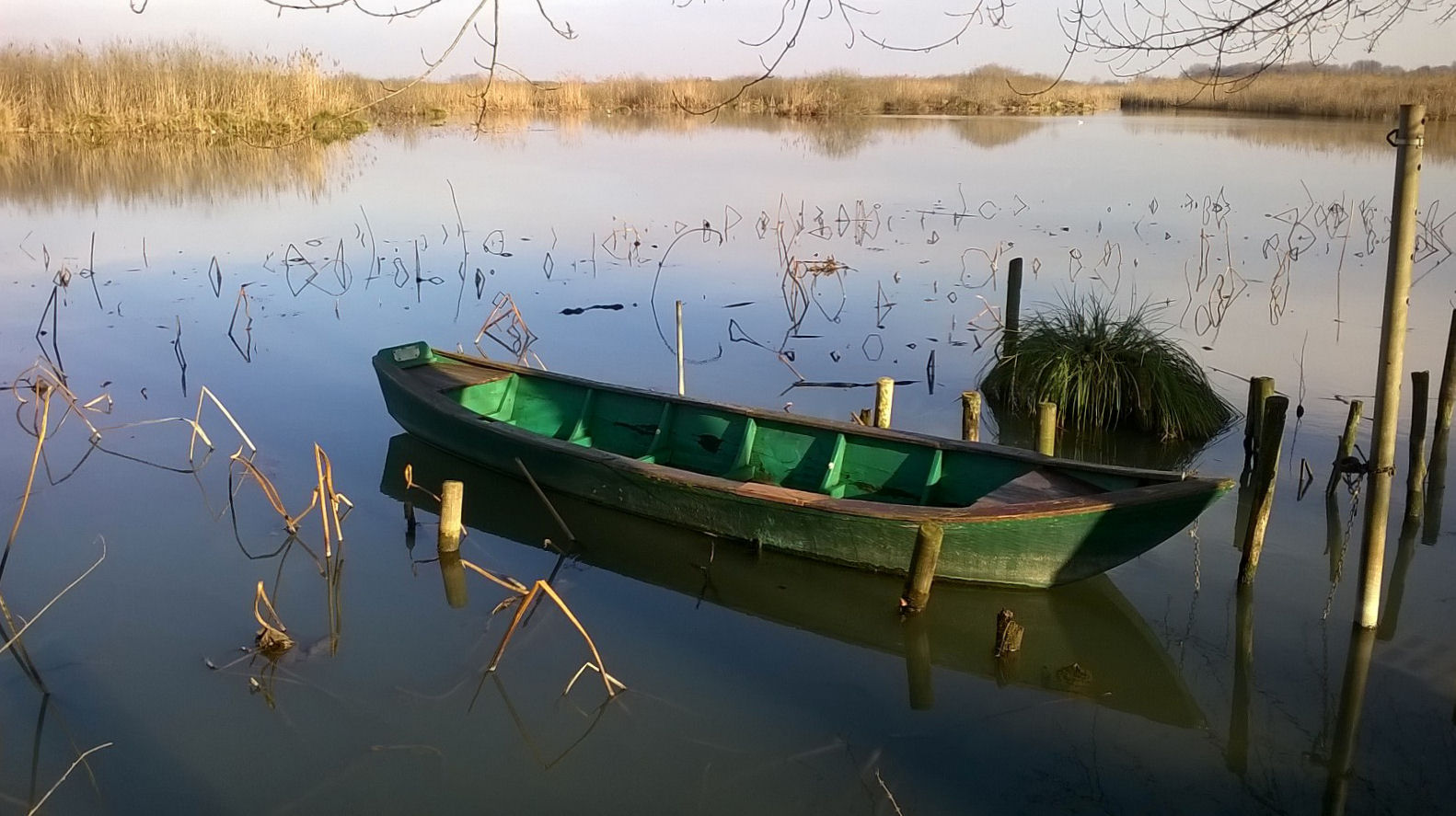
Il Mincio nei pressi di Grazie (Curtatone) (MN)

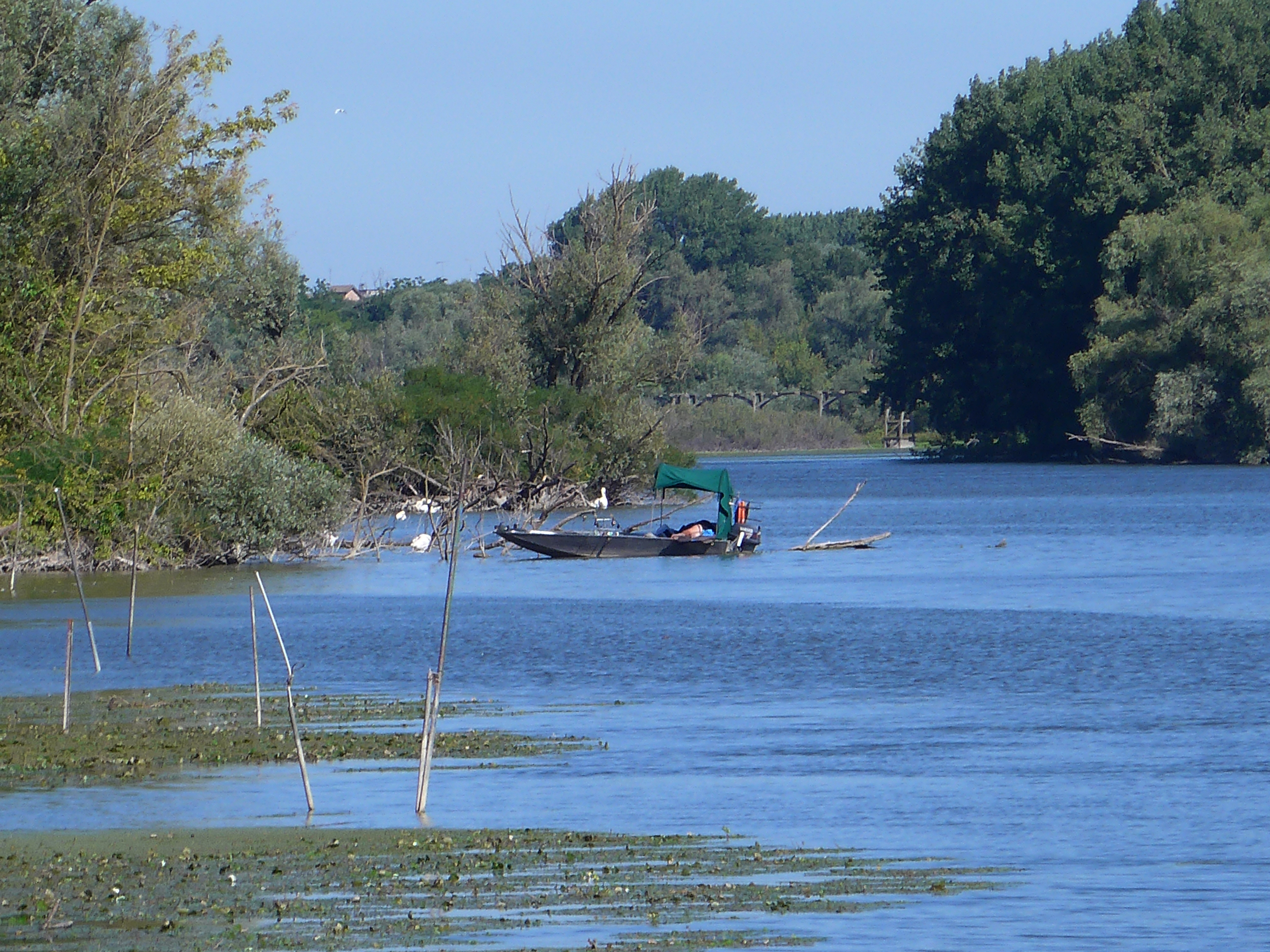
Riserva naturale Vallazza

Il Mincio esce dal lago di Garda presso Peschiera e prende a scorrere prima tra le colline moreniche del Garda fino a Valeggio sul Mincio, poi nella Pianura Padana con un certo dislivello (da Peschiera a Goito 4 m in 28 km), bagnando lungo il suo corso inferiore la città di Mantova.
A meridione della città entra nel Po come affluente di sinistra presso Governolo, dove è regolato da alcune dighe per consentirne la navigazione.
Tra le località attraversate dal fiume v'è da ricordare Peschiera del Garda, Ponti sul Mincio, Monzambano, Valeggio sul Mincio, Volta Mantovana, Goito, Marmirolo, Porto Mantovano, Rivalta sul Mincio, Curtatone, Borgo Virgilio, Bagnolo San Vito e Roncoferraro. Il Parco giardino Sigurtà di Valeggio sul Mincio, grazie ad un antico diritto concesso, in quanto membro del  Consorzio Opificianti e Sifonisti, attinge dal Mincio per prelevare l'acqua necessaria per la sua irrigazione.
Presso il comune di Ponti sul Mincio il fiume incontra l'edificio regolatore del Garda, o diga di Salionze, che regola il flusso del fiume; quindi attraversa Borghetto, dove esiste un canale artificiale costruito per deviare l'eccesso d'acqua del fiume in caso di piena, il Diversivo Mincio. Per rallentare il flusso del canale, prima del ritorno nel Mincio, si costruirono due scivoli ad imbuto con interposta una vasca di contenimento. Da citare che questo punto del fiume è pericolosissimo per la navigazione, tanto che vi hanno perso la vita parecchie persone; l'imboccatura di questo canale artificiale, infatti, appare ingannevolmente per chi è in navigazione come il proseguimento naturale del Mincio, mentre in realtà il percorso originario del fiume passa attraverso la chiusa di uno sbarramento che sembra una diga, spesso in parte chiusa alla navigazione. Il fiume è navigabile con imbarcazioni piccole solo nel basso corso nella zona dei laghi di Mantova e da questi fino all'immissione nel Po anche con imbarcazioni pesanti (bettoline). Il collegamento col lago di Garda non è navigabile a causa dello sbarramento della diga Salionze. Inoltre a valle di detta diga ci sono ulteriori sbarramenti e salti che ne impediscono la navigazione con imbarcazioni, eccetto canotti da rafting o kayak; questa serie di incanalamenti crea situazioni di estrema pericolosità, anche mortale; una navigazione sicura con canoe e similari è possibile solo a valle di Pozzolo.
Dal lago di Garda fino a qualche chilometro a monte di Mantova il fiume scorre in suoli marcatamente calcarei, caratteristica unica nella Pianura Padana. Queste concrezioni calcaree sono chiamate dagli agricoltori bambole o castracan. Il corso in Pianura Padana fino al lago Superiore è caratterizzato dall'assenza di argini, questo perché è al centro in un'ampia depressione rispetto al livello della pianura circostante detta valle del Mincio (valle di pianura). Prima di entrare nei laghi di Mantova il Mincio curva bruscamente verso est, tale piega è parallela all'anticlinale di Piadena ed è probabilmente dovuta allo spostamento di questa faglia. Nelle vicinanze del corso del fiume si trovano importanti industrie pesanti e raffinerie, in particolare in prossimità di Mantova.
Fino alla fine del Settecento il Mincio creava quattro laghi intorno alla città di Mantova: lago Superiore, lago di Mezzo, lago Inferiore e lago Paiolo (oggi non più esistente); inoltre da Curtatone si staccava un ramo che dopo essersi sdoppiato all'altezza di Montanara entrava nel Po poco a monte di Borgoforte. L'area così delimitata dai laghi di Mantova, da questi rami del Mincio e dal Po aveva un'alta valenza di protezione militare e veniva chiamata Serraglio. In particolare il ponte dei Mulini, a Mantova, è una vera e propria diga tra il lago Superiore e il lago di Mezzo, fondamentale nel creare il lago Superiore. Al tempo della creazione del ponte il salto d'acqua era di circa 3 metri e veniva utilizzato per azionare numerosi mulini per gli opifici situati sul ponte stesso, mentre ad oggi il dislivello complessivo tra il lago Superiore e l'Inferiore è di circa 5 metri.
Nel periodo etrusco probabilmente il Mincio si univa con il Tartaro e sboccava nel mar Adriatico nella fossa Filistina. In epoca romana, invece, fu fatto confluire nel Po con tre rami da Mantova ad opera di Quinto Curio Ostilio, rami successivamente riuniti in un tronco unico arginato nel 1198 su progetto di Alberto Pitentino e regimato il suo corso con diverse dighe (ponte dei Mulini e sbarramento di Governolo) per renderlo navigabile, per evitare che Mantova fosse inondata dai rigurgiti del Po in piena e per migliorare la qualità dell'aria.  All'altezza dell'abitato di Pozzolo (Marmirolo) nasce il canal Bianco, altro diversivo del fiume.

## Regime idrico
Il Mincio, con una portata minima assoluta 30 m³/s, una massima di 150 m³/s e un modulo medio annuo di 56,8 m³/s presso Peschiera del Garda (i dati, misurati all'uscita del lago di Garda, sono praticamente gli stessi che si hanno alla foce, in quanto il fiume non riceve più affluenti di rilievo nel tratto in pianura), è un fiume assai regolare e anzi, sicuramente il più regolare fra gli affluenti di sinistra del Po, con scarti di sole 5 volte fra la portata massima e quella minima.

Circa il 60% dell'intera portata del fiume viene deviato sia nel canale scaricatore del Mincio, a Pozzolo (MN), sia nel canale fossa di Pozzolo, a Marengo di Pozzolo.
La portata del Mincio è inoltre influenzata anche dal ruolo assunto, negli ultimi decenni, dal lago di Garda quale occasionale serbatoio "scolmatore" dell'Adige a seguito della costruzione della galleria Adige-Garda. Tale galleria, lunga 9873 metri, si stacca dall'Adige in località Mori e termina nel lago a Torbole (TN).

## Nella letteratura
Il Mincio è citato diverse volte da Virgilio, nelle Georgiche, nell'Eneide e nelle Bucoliche. Nelle Georgiche lo descrive come ingens, ossia "immenso, enorme":
(Verg. Georg. III,10-15)
(Verg. Aen. X,198-206)

Tito Livio accenna al Mincio e a Mantova Mincio nel terzo libro della terza Decade della raccolta Ab Urbe condita libri, rievocando probabilmente il ricordo di antiche vicende idro-geologiche:
(Liv. ab Urbe cond., XXIV,10,7)

Anche Dante Alighieri cita il Mincio nel canto XX dell'Inferno:
(Inf. XX,73-81)

Il Mincio è citato anche nel III atto dell'opera lirica Rigoletto, musicata da Giuseppe Verdi, ed è il luogo di ambientazione dell'atto stesso (una locanda sulle rive del Mincio):
(Francesco Maria Piave, Rigoletto)